# Universitat de Montreal
La Universitat de Montreal (UdeM; francès: Université de Montréal [ynivɛʁsite də mɔ̃ʁeal]) és una universitat pública de Montreal, Quebec, Canadà. La universitat va ser fundada com a campus satèl·lit de la Université Laval el 1878, i es va convertir en una institució independent el 1920. La Universitat de Montreal es va traslladar del Barri Llatí de Montreal a la seva ubicació actual al Mont Royal el 1942. És considerada la 85a universitat del món segons el rànquing de Times Higher Education.
Ofereix estudis en llengua, cultura i literatura catalanes.